# مرض تناسلي أنثوي
المرض التناسلي الأنثوي هو المرض أو الظرف الذي يصيب الجهاز التناسلي الأنثوي.

## الأنواع
- التشوهات، والتي عادة ما خلقية، مثل تشوه الرحم.
- الالتهابات والعدوى، مثل التهاب المبيض.

كما يمكن تصنيف أمراض التناسلية الأنثوية حسب مكان الإصابة والعضو المصاب وإذا ما كانت تصيب الأعضاء التناسلية الخارجية أو الداخلية.